# Muruta tambunan
Espèce
Synonymes
- Pholcus tambunan Huber, 2016

Muruta tambunan est une espèce d'araignées aranéomorphes de la famille des Pholcidae.

## Distribution
Cette espèce est endémique du Sabah en Malaisie,. 

## Description
Le mâle holotype mesure 4,1 mm.

## Étymologie
Son nom d'espèce lui a été donné en référence au lieu de sa découverte, Tambunan.

## Publication originale
- Huber, Koh, Ghazali, Braima, Nuñeza, Leh Moi Ung & Petcharad, 2016 : New leaf- and litter-dwelling species of the genus Pholcus from Southeast Asia (Araneae, Pholcidae). European Journal of Taxonomy, no 200, p. 1-45 (texte intégral).